# برنارد دير
برنارد دير (بالإنجليزية: Bernard Dwyer)‏ هو لاعب دوري الرغبي أسترالي، ولد في 20 أبريل 1976 في سانت هلنز في المملكة المتحدة.